# Nossa Senhora do Rosário (Lagoa)
Nossa Senhora do Rosário es una freguesia portuguesa perteneciente al municipio de Lagoa, situado en la Isla de São Miguel, Región Autónoma de Azores. Posee un área de 6,21 km² y una población total de 5 401 habitantes (2001). La densidad poblacional asciende a 869,7 hab/km².